# 花鳥風月 (スピッツのアルバム)
『花鳥風月』（かちょうふうげつ）は、日本のロックバンド・スピッツのスペシャル・アルバム。1999年3月25日にポリドールより発売。初回盤のみブック仕様、及び「特別対談」と称された解説書が付属。

## 概要
8thアルバム『フェイクファー』を出した頃からメンバー内では「B面集を出したい」という話になっていた。当時はベスト盤ブームであったため、本作はそのアンチテーゼでもあった。選曲はメンバーによるもので、アルバム未収録のB面曲を中心に選曲され、全てアルバム初収録曲で構成されている。アルバムの仮タイトルは「裏街道」や「風月」であった。
2021年9月15日に、本作にインディーズ盤『ヒバリのこころ』の収録曲4曲を加えた『花鳥風月+』が発売されることに伴い、本作は生産終了した。

## 収録曲
既発曲の詳細は各項目を参照
| 全作詞・作曲: 草野正宗。 |                                   |           |            |                                 |      |
| #                        | タイトル                          | 作詞      | 作曲・編曲 | 編曲                            | 時間 |
| 1.                       | 「流れ星」                        | 草野正宗  | 草野正宗   | 白井良明、スピッツ & クジヒロコ | 5:11 |
| 2.                       | 「愛のしるし」(白井良明 & 深澤順) | 草野正宗  | 草野正宗   | 白井良明、スピッツ & クジヒロコ | 3:02 |
| 3.                       | 「スピカ」                        | 草野正宗  | 草野正宗   | スピッツ & 棚谷祐一             | 4:19 |
| 4.                       | 「旅人」                          | 草野正宗  | 草野正宗   | 笹路正徳 & スピッツ             | 3:31 |
| 5.                       | 「俺のすべて」                    | 草野正宗  | 草野正宗   | 笹路正徳 & スピッツ             | 4:03 |
| 6.                       | 「猫になりたい」                  | 草野正宗  | 草野正宗   | 土方隆行 & スピッツ             | 4:58 |
| 7.                       | 「心の底から」                    | 草野正宗  | 草野正宗   | 笹路正徳 & スピッツ             | 4:28 |
| 8.                       | 「マーメイド」                    | 草野正宗  | 草野正宗   | スピッツ                        | 3:42 |
| 9.                       | 「コスモス」                      | 草野正宗  | 草野正宗   | スピッツ                        | 4:21 |
| 10.                      | 「野生のチューリップ」            | 草野正宗  | 草野正宗   | スピッツ                        | 3:24 |
| 11.                      | 「鳥になって」                    | 草野正宗  | 草野正宗   | スピッツ                        | 5:12 |
| 12.                      | 「おっぱい」                      | 草野正宗  | 草野正宗   | スピッツ                        | 3:48 |
| 13.                      | 「トゲトゲの木」                  | 草野正宗  | 草野正宗   | スピッツ                        | 4:24 |
| 合計時間:                | 合計時間:                         | 合計時間: | 54:23      |                                 |      |

### 楽曲解説
1. 流れ星
  - 2ndアルバム『名前をつけてやる』の頃にはレコーディング候補にもなっていたが中止になり、辺見えみりへと提供された曲。
  - インディーズ時代からライブでは披露されていたが、当時は、レゲエ風のアレンジだった。[3]
  - 草野の口から「自分たちでCDにすることは無いだろう」と語られていたが、本作で新録曲として初収録となった。後に、20thシングルとしてリカットされた。
2. 愛のしるし
  - PUFFYに提供した楽曲のセルフカバー。本来は、8thアルバム『フェイクファー』の時期に既に存在していた曲であり、同時にアルバムへの収録候補であった。そのため、本来はPUFFYのために作られた曲ではないという[3]。
  - PVではメンバー達がサラリーマン、医者、警察官など様々な役柄に扮するコスプレを行なっている。監督は、当時はCMディレクターだった映画監督の吉田大八[4]。出演している女性は松丘小椰。
  - 花王のビデオプロジェクト『肌。 Biore×篠山紀信　0→100歳』で使用された[5]。
  - PUFFYのカバー曲を集めたコンピレーション・アルバム『PUFFY COVERS』にも収録された[6]。
  - 2022年から「華丸・大吉のなんしようと?」のオープニングテーマとして使用されている。
  - 2023年4月から「ZIP!」内のコーナー「旅するエプロン」テーマソングとして使用されている。
3. スピカ
  - 19thシングル「楓/スピカ」の2曲目
4. 旅人
  - 14thシングル「渚」のカップリング曲
5. 俺のすべて
  - 11thシングル「ロビンソン」のカップリング曲
  - 最後のサビ前のブレイクが若干短めになっている。なお、『花鳥風月+』にはオリジナルが収録されている。
6. 猫になりたい
  - 9thシングル「青い車」のカップリング曲
7. 心の底から
  - 6thシングル「裸のままで」のカップリング曲
8. マーメイド
  - 4thシングル「惑星のかけら」のカップリング曲
9. コスモス
  - 5thシングル「日なたの窓に憧れて」のカップリング曲
10. 野生のチューリップ
  - 未発表音源。「流れ星」同様にアマチュア時代からライブで披露され、2ndアルバム『名前をつけてやる』のセッションでレコーディングされたものの、「ちょっと違う」ということで未収録となっていた[3]。
  - なお、メンバーが「今のスピッツの感覚」でミックスした場合の出来に興味があったため、本作では牧野英司によってリミックスされたものが収録されている[3]。
  - 1995年に遊佐未森に提供され、シングルとして発表された（ただ、女性が歌うのに“サカリの頃の”という詞は問題があるとして“祈りを込めた”に変えてある）。
11. 鳥になって
  - 3rdシングル「魔女旅に出る」のカップリング曲
12. おっぱい
  - インディーズ盤『ヒバリのこころ』収録曲
  - 本作にはイントロを一部カットされた形で収録されている。なお、『花鳥風月+』にはオリジナルが収録されている。
13. トゲトゲの木
  - インディーズ盤『ヒバリのこころ』収録曲

## アナログ盤
- 10インチの2枚組限定アナログ盤が1999年4月7日にリリースされた[7]。
- 曲順、構成は以下の通り。

DISC 1
Side A
1. 流れ星
2. 愛のしるし
3. スピカ

Side B
1. 旅人
2. 俺のすべて
3. 猫になりたい
4. 心の底から

DISC 2
Side C
1. マーメイド
2. コスモス
3. 野生のチューリップ

Side D
1. 鳥になって
2. おっぱい
3. トゲトゲの木

## 参加ミュージシャン
| 流れ星 - 草野マサムネ：Vocals, Acoustic Guitar - 三輪テツヤ：Guitars - 田村明浩：Bass Guitar, Fender VI - 﨑山龍男：Drums - クジヒロコ：Keyboards 愛のしるし - 草野マサムネ：Vocals, Acoustic Guitar - 三輪テツヤ：Guitars, Octave Unison Vocal - 田村明浩：Bass Guitar - 﨑山龍男：Drums - クジヒロコ：Keyboards - 山本拓夫：Baritone Saxophone - 弦一徹ストリングス：Strings スピカ - 草野マサムネ：Vocals, Guitars - 三輪テツヤ：Guitars - 田村明浩：Bass Guitar - 﨑山龍男：Drums - 棚谷祐一：Keyboards 旅人 - 草野マサムネ：Vocals, Guitars - 三輪テツヤ：Guitars - 田村明浩：Bass Guitar - 﨑山龍男：Drums - 笹路正徳：Keyboards 俺のすべて - 草野マサムネ：Vocals - 三輪テツヤ：Guitars - 田村明浩：Bass Guitar - 﨑山龍男：Drums, Percussion - 横山剛：Programming 猫になりたい - 草野マサムネ：Vocals - 三輪テツヤ：Guitars - 田村明浩：Bass Guitar - 﨑山龍男：Drums - 藤井理央：Keyboards 心の底から - 草野マサムネ：Vocals, Guitars - 三輪テツヤ：Guitars - 田村明浩：Bass Guitar - 﨑山龍男：Drums, Percussion - 笹路正徳：Keyboards - 平原まこと：Saxophone - 上柴はじめ：Whistle - 藤井理央：Programming | マーメイド - 草野マサムネ：Vocals, Guitars - 三輪テツヤ：Guitars - 田村明浩：Bass Guitar - 﨑山龍男：Drums, Percussion コスモス - 草野マサムネ：Vocals, Guitar - 三輪テツヤ：Guitars - 田村明浩：Bass Guitar - 﨑山龍男：Drums, Percussion 野生のチューリップ - 草野マサムネ：Vocals, Guitar - 三輪テツヤ：Guitars - 田村明浩：Bass Guitar - 﨑山龍男：Drums - 矢代恒彦：Keyboards - 鈴木直樹：Programming 鳥になって - 草野マサムネ：Vocals, Guitar - 三輪テツヤ：Guitars - 田村明浩：Bass Guitar - 﨑山龍男：Drums おっぱい - 草野マサムネ：Vocals, Guitar - 三輪テツヤ：Guitars - 田村明浩：8 Strings Bass Guitar - 﨑山龍男：Drums トゲトゲの木 - 草野マサムネ：Vocals, Guitar - 三輪テツヤ：Guitars - 田村明浩：Bass Guitar, Background Vocal - 﨑山龍男：Drums, Background Vocal - 吉俣良司：Keyboards |